# 얼티밋 존 레이팅
얼티밋 존 레이팅(Ultimate zone rating, UZR)은 미첼 리쿠토먼이 2001년에 고안한 야구의 성적평가 항목 중 하나이다.

## 개요
레인지 펙터(RF: Range factor)의 실점을 보정하기 위해서 고안된 Zone Rating(ZR : Zone rating）을 발전시킨 것으로、「해당 선수의 수비처리범위를 두고 몇점을 수비로 막았는가」를 나타낸다.
1977년에 경기당(9회 기준 27아웃) 얼마나 많은 아웃에 관여했는지 나타내는 지표인 RF가빌 제임스에 의해서 고안되었다.